# Isodontia harmandi
Isodontia harmandi là một loài côn trùng cánh màng trong họ Sphecidae, thuộc chi Isodontia. Loài này được P�rez miêu tả khoa học đầu tiên năm 1905.